# Henry Horne
Pour les articles homonymes, voir Horne.
Henry Sinclair Horne, né le 19 février 1861 et mort le 14 août 1929 à Wick dans le Comté de Caithness (Écosse), 1er baron Horne, est un militaire britannique servant dans l'artillerie. Il participe aux guerres contre les Boers et à la Première Guerre mondiale. Il dirige la 2e division dans la région du canal de Suez avant de venir sur le front de l'Ouest pour la bataille de la Somme à la tête du 15e corps d'armée. En septembre 1916, il prend le commandement de la 1re armée britannique jusqu'à la fin du conflit.
Anobli en 1916, il fut créé Baron of Stirkoke en 1919.

## Biographie

### Origine et formation
Henry Sinclair Horne est né dans sa propriété familiale de Stirkoke à Wick dans le Comté de Caithness (Écosse) le 18 février 1861. Il est le troisième fils du Major James Horne et de Constance Mary Shemett. Il fait d’abord ses études au collège d’Harrow puis est  nommé Officier d’artillerie à l'Académie royale militaire de Woolwich en mai 1880. Il épouse Kate, fille  de George McCorquodale le 1er juillet 1897. Il a une fille de cette union, l'Honorable Kate Horne, née le 24 février 1899. Cette dernière épouse l'aide de camp de son père, le général de brigade Arthur George Hewson.  

### Débuts militaires
De 1899 à 1902 Henry Horne combat dans la seconde guerre des Boers sous les ordres de Sir John French dans l'artillerie à cheval. Il est promu major, puis breveté lieutenant-colonel en novembre 1900. Au cours des derniers mois du conflit, son nom est plusieurs fois cité dans les dépêches pour ses actions face aux Boers. En 1905 il est officiellement promu lieutenant-colonel et sert dans la Royal Horse Artillery sous les ordres de Sir Douglas Haig. Sa progression de carrière se déroule classiquement, en 1912 il est nommé brigadier et occupe le poste d'Inspecteur de l'Artillerie.

### Première Guerre Mondiale
Au début de la Première Guerre mondiale, le Général Horne commande l'artillerie du 1er corps d'armée britannique du général Haig. À la bataille de Mons, Horne se distingue par l'utilisation de son artillerie pour permettre de dégager le 1er corps d'armée et de faire retraite dans de bonnes conditions.
Pendant toute l’année 1914, Horne participe aux combats avec efficacité au sein du Corps expéditionnaire britannique sur le front ouest. En octobre 1914, Horne est promu Major-général et nommé Compagnon de l'Ordre du Bain. Quelques mois après il reçoit le commandement de la 2e division d'infanterie. En mai 1915, Horne participe à la tête de la 2e division aux premiers combats nocturnes britanniques lors de la bataille de Festubert. Cette bataille ne donne pas les résultats escomptés par manque de munitions disponibles pour l’artillerie. Les journaux attaquent le Secrétaire d’État à la Guerre, Lord Kitchener. Le Général French doit en assumer les conséquences et démissionner. L’artillerie est entièrement réorganisée sous l’impulsion du général Horne.

#### Moyen-Orient
En novembre 1915, Horne accompagne Lord Kitchener aux Dardanelles où ils organisent l’évacuation des troupes britanniques et de l'Empire de la presqu'ile de Gallipoli. Horne prend la tête du 15e corps d'armée, il est chargé de défendre le Canal de Suez pendant plusieurs mois.

#### Front Ouest
En mars 1916, Horne et le 15e corps d'armée sont déplacés sur le front ouest et intégrés à la 4e armée britannique. Ils participent à la bataille de la Somme, les forces du Général Horne sont placées sur le flanc droit de la ligne de front. Le 1er juillet 1916, sous le commandement du Général Horne, le 15e corps participe à une des plus sanglantes batailles britanniques de la Première Guerre mondiale. Horne est le concepteur britannique du barrage roulant (« creeping barrage ») qui sera ensuite utilisé jusqu’à la fin de la guerre. 13 divisions britanniques participent à la bataille de la Somme. Le 15e corps du Général Horne constitué des 21e et 7e divisions concentre ses attaques sur les villages de Fricourt et de Mametz où elles perdent 8 000 hommes dès le premier jour. 
Le 7 août 1916 Sir Charles Monro quitte le commandement de la 1re armée britannique pour prendre le commandement de l'armée des Indes. Le général Haig décide de donner le commandement de la 1re armée au général Richard Haking. Ce choix n'est pas validé à Londres. En septembre après la victoire de Flers, Horne est promu général d'armée, le 29 septembre il prend le commandement de la 1re armée britannique. Le 1er janvier 1917, Horne est nommé Commandeur de l’Ordre du Bain. 
Sous le commandement de Horne, la 1re armée participe aux combats autour d'Arras au printemps 1917. Le corps canadien est chargé de la capture de la crête de Vimy, préalable à toutes actions autour d'Arras. Lors de cette attaque, les Canadiens sont soutenus par 1 000 pièces d’artillerie du Général Horne. Les Canadiens conquièrent la crête en 4 jours en perdant environ 10 000 hommes contre 20 000 pertes allemandes. Le reste de l'année 1917 est relativement calme sur le front de la 1re armée britannique. Le principal effort britannique se situe dans les Flandres avec les batailles de Messines et de Passchendaele.  
En avril 1918, les forces allemandes lancent plusieurs opérations offensives sur le front de l'Ouest. La première de ces opérations est l'Opération Michaël qui balaye la 5e armée britannique au mois de mars 1918. La seconde opération a lieu dans les Flandres sous le nom d'Opération Georgette. L'attaque se déroule dans la région des Monts de Flandres à la jonction des 2e et 1rearmées britanniques. L'attaque sur la 1re armée se situe sur son flanc gauche formé de deux divisions portugaises mal équipées par les Britanniques. Les Portugais se font submergés par neuf divisions allemandes. Après un succès initial repoussant la ligne de front d'une dizaine de kilomètres, les troupes allemandes sont stoppées par les 55e (en) et 51e division d'infanterie et plusieurs divisions françaises envoyées en renfort par le maréchal Foch. Après ces résultats désastreux, Horne diligente une enquête qui conclut à la responsabilité des troupes portugaises et leur faible combativité. La réalité est plus complexe, les troupes portugaises sont considérées comme des supplétifs par les Britanniques qui ne les ont jamais équipés correctement. Ce rapport est à l'origine d'échange diplomatique tendu entre les diplomates portugais et britanniques.
À partir du mois d'août, le maréchal Foch lance plusieurs attaques contre les troupes allemandes sur divers points front. La 1re armée britannique de Horne, participe à la percée de la ligne Hindenburg et aux opérations de poursuite des troupes allemandes dans une série d'opérations appelée Offensive de Cent Jours.

### Après-Guerre
À la fin de la guerre le Général Horne est nommé Commandeur de l'Ordre de Saint-Michel et Saint-Georges et Grand Croix de l'Ordre du Bain. Il reçoit les remerciements du Parlement pour ses actions de guerre, il est anobli avec le titre de Baron Horne of Stirkoke. Il est nommé à la tête du Commandement de l’Est en 1919. Il prend sa retraite en 1923 et reçoit le titre honorifique de Master Gunner of St. James’s Park qu’il conserve jusqu’à sa mort. Il est aussi nommé Colonel honorifique du Régiment d’Infanterie Légère des Highlands. Henry Horne meurt d’un accident cardiaque au cours d’une chasse dans sa propriété de Stirkoke en août 1929 à l’âge de 68 ans.